# 波森 (伊利諾伊州)
波森（英語：Posen）是位於美國伊利諾伊州庫克縣的一個村落。

## 地理
波森的座標為41°37′42″N 87°41′09″W / 41.62833°N 87.68583°W，而該地最高點為海拔高度183米（即600英尺）。

## 人口
根據2010年美國人口普查的數據，波森的面積為3.03平方千米，當中陸地面積為3.03平方千米，而水域面積為0.00平方千米。當地共有人口5987人，而人口密度為每平方千米1,975人。